# 张湘祥
张湘祥（1983年7月16日—）生于福建龙岩，中国男子举重运动员。
2000年悉尼奥运会，张湘祥获得56公斤级铜牌。在2008年北京奥运会男子举重62公斤级决赛上，张湘祥以抓举143公斤、挺举176公斤、总成绩319公斤的成绩夺得该项目冠军。
2003年张湘祥曾因医疗事故而险些放弃举重，后来重新振作，继续参加比赛。他已从北京体育大学硕士毕业，打算退役后在其母校从事教学工作。